# Heidi (Anime)
Heidi (japanisch アルプスの少女ハイジ, Arupusu no Shōjo Haiji, wörtlich: „Alpenmädchen Heidi“) ist eine Anime-Serie von Zuiyo Enterprise aus dem Jahr 1974. Nach der Vorlage der Heidi-Romane der Schweizer Schriftstellerin Johanna Spyri wird die Geschichte der kleinen Heidi erzählt, die bei ihrem Großvater in den Schweizer Alpen lebt. Die Serie ist ein wichtiger Teil der Rezeptionsgeschichte von Heidi in Japan. Sie wurde genauso wie Pinocchio, Wickie und die starken Männer, Biene Maja und Sindbad im Auftrag von ZDF und ORF als Anime in Japan produziert.

## Handlung
Heidi (Adelheid) ist ein fünfjähriges Waisenmädchen, das nach dem Tod der Eltern bei seiner Tante Dete aufwächst. Nachdem Dete eine Stellung als Dienstmädchen in Frankfurt am Main angenommen hat, bringt sie das Kind zu seinem Großvater. Der mürrische Almöhi lebt als Einsiedler auf einer Alp nahe Maienfeld in den Schweizer Alpen. Er ist zunächst nicht glücklich über die Anwesenheit seiner Enkelin, gewinnt Heidi aber zunehmend lieb. Heidi verbringt glückliche und unbeschwerte Tage mit ihrem Großvater auf der Alphütte. Darüber hinaus freundet sich das lebenslustige Mädchen mit dem Geißenpeter an, der die Ziegen des Dorfes hütet und diese täglich aus dem Tal zu den Bergweiden führt.
Eines Tages taucht Tante Dete wieder auf der Alp auf und nimmt die nun achtjährige Heidi unter einem Vorwand nach Frankfurt mit. Dort soll sie der im Rollstuhl sitzenden Clara Sesemann, Tochter eines reichen Kaufmanns, Gesellschaft leisten und selbst Lesen (lernt sie durch das Buch Grimms Märchen), Schreiben und Rechnen lernen. Heidi freundet sich mit der zwölfjährigen Clara an und muntert sie auf. Die strenge Haushälterin Fräulein Rottenmeier mag Heidi jedoch weniger. Nur durch die Ankunft der Großmutter von Clara sowie zuvor von Herrn Sesemann erträgt Heidi das Leben in der Stadt.
Weil Heidi die Natur und insbesondere ihren Großvater vermisst, ist sie in der Großstadt unglücklich. Sie leidet so sehr an Heimweh, dass sie darüber krank wird und zu schlafwandeln beginnt. Daraufhin darf sie, nach der Diagnose des Geheimrats, zurück zu ihrem Großvater in die Berge. Zum Abschied nimmt sie ihrer Freundin Clara das Versprechen ab, dass diese im folgenden Sommer nachkommt. Der Diener Sebastian bringt sie zurück auf die Alp. Claras späterer Aufenthalt auf der Alp, der Zuspruch Heidis und die Natur verbessern ihren Gesundheitszustand so sehr, dass sie gehen lernt.

## Episodenliste
| Folge | Titel                                | Erstausstrahlung Deutschland |
| ----- | ------------------------------------ | ---------------------------- |
| 1     | Der geheimnisvolle Großvater         | 18. Sep. 1977                |
| 2     | Großvaters Hütte                     | 25. Sep. 1977                |
| 3     | Auf der Weide                        | 2. Okt. 1977                 |
| 4     | Ein neues Familienmitglied           | 9. Okt. 1977                 |
| 5     | Ein Brief von Tante Dete             | 16. Okt. 1977                |
| 6     | Ein Sommer geht zu Ende              | 23. Okt. 1977                |
| 7     | Können Bäume reden?                  | 30. Okt. 1977                |
| 8     | Wo ist Piep?                         | 6. Nov. 1977                 |
| 9     | Winter in den Bergen                 | 13. Nov. 1977                |
| 10    | Der Besuch                           | 20. Nov. 1977                |
| 11    | Der Schneesturm                      | 27. Nov. 1977                |
| 12    | Die ersten Blumen                    | 4. Dez. 1977                 |
| 13    | Frühling in den Bergen               | 11. Dez. 1977                |
| 14    | Hilfe für Schnucki                   | 18. Dez. 1977                |
| 15    | Herbst in den Bergen                 | 8. Jan. 1978                 |
| 16    | Schlittenfahrt nach Dörfli           | 15. Jan. 1978                |
| 17    | Der geheimnisvolle Besuch            | 22. Jan. 1978                |
| 18    | Tante Dete kehrt zurück              | 29. Jan. 1978                |
| 19    | Ankunft in Frankfurt                 | 5. Feb. 1978                 |
| 20    | Ein neues Leben                      | 12. Feb. 1978                |
| 21    | Vögel wollen frei sein               | 19. Feb. 1978                |
| 22    | Heimweh                              | 26. Feb. 1978                |
| 23    | Die kleinen Katzen                   | 5. Mär. 1978                 |
| 24    | Was geschieht mit Mau–Mau            | 12. Mär. 1978                |
| 25    | Die weißen Brötchen                  | 19. Mär. 1978                |
| 26    | Herr Sesemann kehrt zurück           | 26. Mär. 1978                |
| 27    | Die Großmutter                       | 2. Apr. 1978                 |
| 28    | Die Fahrt ins Grüne                  | 9. Apr. 1978                 |
| 29    | Ein Nachmittag im Wald               | 16. Apr. 1978                |
| 30    | Eine Überraschung für Clara          | 23. Apr. 1978                |
| 31    | Abschied von Großmutter              | 30. Apr. 1978                |
| 32    | Eine stürmische Nacht                | 7. Mai 1978                  |
| 33    | Es spukt                             | 14. Mai 1978                 |
| 34    | Heidi kehrt zurück                   | 21. Mai 1978                 |
| 35    | Die geliebten Berge                  | 28. Mai 1978                 |
| 36    | Ein Wiedersehen                      | 4. Juni 1978                 |
| 37    | Das Geißlein                         | 11. Juni 1978                |
| 38    | Ein Haus in Dörfli                   | 18. Juni 1978                |
| 39    | Der neue Schlitten                   | 25. Juni 1978                |
| 40    | Ein Brief von Clara                  | 2. Juli 1978                 |
| 41    | Das Versprechen                      | 9. Juli 1978                 |
| 42    | Clara kommt                          | 16. Juli 1978                |
| 43    | Der Aufstieg zur Hütte               | 23. Juli 1978                |
| 44    | Fräulein Rottenmeier und die Berge   | 30. Juli 1978                |
| 45    | Die Blumenwiese                      | 6. Aug. 1978                 |
| 46    | Drei Freunde                         | 13. Aug. 1978                |
| 47    | Großmutter kommt zu Besuch           | 20. Aug. 1978                |
| 48    | Ein Tag wie aus dem Märchenbuch      | 27. Aug. 1978                |
| 49    | Die Überraschung                     | 3. Sep. 1978                 |
| 50    | Der ersehnte Brief an die Großmutter | 10. Sep. 1978                |
| 51    | Versuch zu laufen, Clara!            | 17. Sep. 1978                |
| 52    | Der Abschied                         | 24. Sep. 1978                |

## Produktion
Heidi entstand bis 1974 unter der Regie von Isao Takahata beim Studio Zuiyo Enterprise. Daneben führten auch Hayakawa Atsuji und Kuroda Masao Regie. Verantwortlicher Produzent war Takahashi Shigeto. Die Serie war auch eine frühe Zusammenarbeit von Regisseur Takahata mit dem späteren Regisseur und Oscar-Preisträger Hayao Miyazaki, die später das Anime-Studio Ghibli gründeten. Miyazaki war bei Heidi für Szenenrahmen und Bildschirmzusammenstellung verantwortlich sowie in der Konzeptphase beteiligt. Das Charakterdesign und Animationsleitung lagen bei Yōichi Kotabe. Die Storyboards schrieb Yoshiyuki Tomino und künstlerischer Leiter war Masahiro Ioka.
Für das 1969 von Takahashi Shigehito gegründete Studio war die Serie die erste eigene Produktion, nachdem es zunächst nur als Nachauftragnehmer anderer Studios tätig war. So kam es, dass die Beteiligten, viele zuvor von anderen Unternehmen zu dieser neuen Produktion hinzugestoßen, besonders viel Energie und Aufwand in die Serie steckten. So wurden aufwändige Recherchen und Reisen unternommen. Das Produktionsteam befand sich, so Miyazaki, „ein Jahr lang im Ausnahmezustand“, um die selbstgesteckten Ziele zu erreichen. Es sollte eine Kinderserie entstehen, die nicht so „frivol“, „angepasst und schludrig“ ist wie die Produktionen ihrer Zeit. Auch die frühere Arbeit von Miyazaki und Takahata an aufwändigen Kinoproduktionen bei Toei Animation hatte ihren Anteil an diesem Anspruch. Ein Teil der Mitarbeiter, darunter Takahata und Miyazaki, reiste einen Monat in die Schweiz in die Gegend von Maienfeld und nach Frankfurt, besichtigten die Schauplätze und fertigten Fotografien und Zeichnungen an. Die Landschaft sollte so möglichst realistisch nachempfunden und der Serie eine authentische Stimmung gegeben werden. Anders als beispielsweise die amerikanische Verfilmung von 1937, die vollständig in den Schwarzwald gelegt wurde, bemühte man sich, die Alpen naturgetreu nachzuempfinden. In technischer Hinsicht führten die Ansprüche dazu, dass entgegen der ursprünglichen Anweisung kostengünstig drei Einzelbilder gleich zu belichten („shoot on threes“), wie es sich im Fernseh-Anime etabliert hatte, erheblich mehr Bildfolien produziert wurden. So waren es nicht selten 8.000 pro Folge, während für frühere Serien 2.500 Cels oder etwas mehr verwendet wurde, um kostendeckend arbeiten zu können. Auch die Inszenierung der Animation geschah mit größerer Sorgfalt. Für eine Szene im Vorspann, in der Peter und Heidi sich an den Händen halten und tanzen, wurden Miyazaki und Yōichi Kotabe auf den Parkplatz des Studios geschickt. Hier stellten sie die Szene nach und machten Bilder, um diese als Vorlage für die Animation zu verwenden.
Die Animeserie ist bis auf wenige Details ungewöhnlich textgetreu für eine Fernsehadaption. In den 52 Folgen konnten alle Haupt- und Nebenhandlungen des Romans aufgegriffen werden. Dennoch wurden neue Schwerpunkte gesetzt; so Heidis Tierliebe und die Rolle der Natur betont, indem weitere Tiere wie der Bernhardiner Joseph oder der Vogel Piep eingeführt werden. Der Konflikt mit Peter wurde entschärft, der im Anime weniger grummelig und sympathischer als im Buch dargestellt wird. Claras Rollstuhl zerschellt im Anime durch einen Unfall, während Peter ihn im Buch aus Eifersucht den Berg hinunterwirft. Vor allem ändert sich jedoch der Charakter der Geschichte, indem die christlichen Untertöne, die sich in den religiös aufgeladenen Motiven von Schuld, Sühne und Vergebung zeigen, komplett entfallen, da diese dem sowohl shintoistisch wie buddhistisch geprägten Publikum zu unverständlich gewesen wären. Mindestens Isao Takahata war bereits vor der Produktion des Anime Leser der Heidi-Romane. Er wollte mit seiner Heidi-Adaption vor allem auf die japanische Sehnsucht nach blauem Himmel, Bergen mit weiß eingedeckten Gipfeln, grünen Wiesen, Bergtieren und einer reinen fehlerlosen Unschuld reagieren. Es wurde bewusst und gezielt auf Action-Elemente verzichtet und ein langsames Erzähltempo gewählt. Das Schweizer Mädchen Heidi wurde mit einem süß-liebenswürdigen Kawaii-Appeal versehen, der sich zu jener Zeit in Japan etablierte. Der Entwurf orientierte sich an dem von beiden 1968 noch bei Toei Animation produzierten Film Taiyō no Ōji: Horusu no Daibōken.

### Synchronisation
Für die deutsche Erstsynchronfassung war Andrea Wagner bei Beta-Technik in München verantwortlich. Für einen TV-Zusammenschnitt 2002 wurden die darin enthaltenen Szenen neu synchronisiert.
| Rolle                  | Japanischer Sprecher (Seiyū)              | Deutscher Sprecher | Deutscher Sprecher   |
| Rolle                  | Japanischer Sprecher (Seiyū)              | Synchro 1977       | Synchro 2002         |
| ---------------------- | ----------------------------------------- | ------------------ | -------------------- |
| Heidi                  | Kazuko Sugiyama                           | Kristin Fiedler    |                      |
| Peter                  | Noriko Ohara                              | Thomas Ohrner      |                      |
| Alm-Öhi                | Kōhei Miyauchi                            | Erik Jelde         | Hartmut Reck         |
| Clara Sesemann         | Rihoko Yoshida                            | Ursula Wolff       |                      |
| Fräulein Rottenmeier   | Miyoko Asō                                | Tilly Lauenstein   | Kathrin Ackermann    |
| Herr Sesemann          | Taimei Suzuki                             | Klaus Kindler      | Fritz von Hardenberg |
| Großmutter Sesemann    | Natsuko Kawaji                            | Alice Franz        |                      |
| Peters Großmutter      | Terue Nunami Miyako Shima (Folge 10 & 11) | Tilli Breidenbach  | Margit Weinert       |
| Brigitte               | Akiko Tsuboi → Takako Endō                | Sigrid Pawlas      |                      |
| Geheimrat              | Yoshiaki Nemoto                           | Leo Bardischewski  | Franz Rudnick        |
| Diener Sebastian       | Kaneta Kimotsuki                          | Bruno W. Pantel    | Tonio von der Meden  |
| Kutscher Johann        | Yoshiaki Enomoto                          | Manfred Schmidt    |                      |
| Tante Dete             | Taeko Nakanishi                           | Marion Hartmann    |                      |
| Pfarrer                | Ichirou Nagai                             | Thomas Reiner      |                      |
| Herr Kandidat (Lehrer) | Akira Shimada                             | Franz Rudnick      |                      |
| Lehrer im Dörfli       |                                           | Michael Rüth       |                      |
| Hirte                  |                                           | Pierre Franckh     |                      |
| Frau im Waschhaus      |                                           | Gusti Kreissl      |                      |
| Frau am Main           |                                           | Inge Schulz        |                      |
| Bauer                  |                                           | Hannes Gromball    |                      |
| Dorfbewohnerin         |                                           | Trude Breitschopf  |                      |
| Erzähler(in)           | Toshiko Sawada                            | Leon Rainer        | Ursula Wolff         |

### Musik
Die Musik komponierte Takeo Watanabe. In der japanischen Fassung wurde der Vorspann Oshiete (おしえて) von Kayoko Ishū und der Abspann Mattete Goran (まっててごらん) von Kumiko Ōsugi gesungen, wobei der Jodelpart von Nelly Schwarz stammt. Zusätzlich gab es innerhalb der Folgen noch die Lieder Yuki to Watashi (ユキとわたし), Yūgata no Uta (夕方の歌) und Peter to Watashi (ペーターとわたし) von Kumiko Ōsugi sowie Alm no Komoriuta (アルムの子守唄) von Nelly Schwarz. Die Stücke wurden jeweils von der Kinderbuchautorin und Dichterin Eriko Kishida getextet und wie auch der japanische Soundtrack von Takeo Watanabe komponiert. Das Titellied der deutschen Synchronfassung, Heidi, gesungen von Gitti und Erika, wurde von Christian Bruhn komponiert, der übrige Soundtrack von Gert Wilden.

## Veröffentlichung
Die Erstausstrahlung der 52 Folgen geschah vom 6. Januar bis zum 29. Dezember 1974 bei Fuji TV. In Deutschland wurde die Serie erstmals vom 18. September 1977 bis zum 24. September 1978 vom ZDF ausgestrahlt. Der Erwerb der Lizenz ergab sich aus dem großen Erfolg der ab 1974 ausgestrahlten und in Koproduktion mit Zuiyo Enterprise entstandenen Serien Wickie und die starken Männer und Die Biene Maja. In Folge der Lizenzierung durch das ZDF und den ORF konnte dann auch in Deutschland durch die Firma Heimo Sammelfiguren produziert werden. Neben weiteren Koproduktionen sollten Lizenzkäufe das Zeichentrickprogramm des jeweiligen Senders in Deutschland bzw. Österreich ergänzen und weiterführen. Neben Deutschland lief die Serie unter anderem auch im italienischen, portugiesischen, spanischen, französischen, arabischen und chinesischen Fernsehen sowie in Südafrika, Mexiko, Indien, in den Niederlanden und auf den Philippinen.
Ab 2009 erschien die deutsche Fassung bei Universum Kids auf DVD.

## Weitere Verwertungen
Heidi brachte eine in Europa bisher unbekannte Menge an Merchandising-Artikeln für Kinder mit sich. Heidi tauchte als Sammelfigur bei Heimo und in Folge auch gedruckt auf Bettwäsche, Tassen, Malbüchern, Geschirr usw. auf. Insgesamt gab es über 100 Heidi-Produkte allein in Deutschland. Ebenso neu war eine Zweitverwertung der Heidi-Drehbücher als Hörspiele. Es gab zehn Hörspiel-LPs und -Kassetten beim Label Poly (Kinder-Sparte der Polydor), die später vom Karussell-Verlag neu aufgelegt wurden. Diese Hörspiele enthalten die Original-Dialoge mit den Original-Sprechern der Zeichentrickserie in mehr oder weniger stark gekürzter Form – so wurden vor allem einige Nebenhandlungen in Frankfurt komplett herausgeschnitten.
1975 gab der spanische Verlag Ediciones Recreativas eine Comic-Adaption der Serie in Auftrag und veröffentlichte sie ab dem gleichen Jahr. Der Bastei-Verlag gab diese Hefte ab 1977 auf Deutsch heraus. Die Veröffentlichung hielt vier Jahre an und umfasste schließlich 179 Ausgaben. Eine italienische Übersetzung erschien ab 1978 bei Ediboy.

## Rezeption, Wirkung und Bedeutung

### Erfolg und Publikumswirkung
Die Serie läuft seit ihrer Erstausstrahlung regelmäßig im japanischen Fernsehen und immer noch mit beachtlichen Einschaltquoten. Der Jodler aus der japanischen Titelmelodie ist selbst 2008 noch ein regelmäßig gehörter Hit in japanischen Karaoke-Bars. Die Serie war eine der wenigen Anime, die es – am 8. Februar 1974 – auf den Titel des TV Guide schafften. Die Beliebtheit war vergleichbar mit noch heute als bedeutendsten benannten Serien der 1970er Jahre wie Uchū Senkan Yamato, doch war sie vor allem auch bei älteren Mädchen beliebt.
Außerhalb Japans wurde Heidi kaum als japanische Produktion wahrgenommen. Im Gegensatz zu japanischen Science-Fiction- und Action-Serien, die zur gleichen Zeit nach Europa kamen, war der Anime auch nicht Gegenstand der folgenden Kritik und Anfeindungen gegen japanische Produktionen, die insbesondere in Italien und Frankreich aufkamen. Auch in Deutschland war die Serie sehr populär. Laut Daniel Kothenschulte lebt Heidi vor allem von „lebendigen Dialogen“, gutem Soundtrack und der demgegenüber zurückgenommenen Animation. Neben Kindern waren Senioren ein treues Publikum der Serie. Auch in den Jahrzehnten nach der Erstausstrahlung wird die Serie immer wieder im deutschen Fernsehen gezeigt und erfuhr auch bei ihrer Neuveröffentlichung auf DVD noch positive Kritiken. „Die einfachen Bilder wirken selbst heute noch und sind nicht nur kindgerecht, sondern lösen auch nostalgische Schwärmereien bei Erwachsenen aus“, so die Animania 2009. 2005 war die Fernsehserie sogar als Teil einer Ausstellung im Museum of Modern Art.
Während der Kulturwissenschaftler Ryo Kohsaka in einer Befragung feststellt, dass 90 Prozent der Befragten in Japan Heidi durch den Anime kennengelernt haben, scheint dieser das Heidi-Bild dennoch nicht so eindeutig zu prägen. Inhaltlich unterscheiden sich Buch und Anime prägnant in der Frage, wie Claras Rollstuhl zerstört wird. Auf eine Frage nach dem genauen Ablauf dieser Ereignisse entschied sich ein gutes Drittel der japanischen Befragten für die Variante aus dem Buch, ein weiteres Siebtel erzählte die Geschichte so, wie sie im Schweizer Spielfilm von 1955 dargestellt wird, der Rest bezieht sich auf den Handlungsablauf im Anime. Verglichen mit den Befragungen bei Schweizer und deutschen Rezipienten ergibt sich, dass die Buch-Rezeption in Japan weit unter der Schweizer Quote liegt, aber beispielsweise klar über derjenigen der deutschen Befragten. Diese erzählen weit häufiger als die japanischen Befragten den Anime nach.

### Analyse
Anders als bei späteren Anime legten die Gestalter bei Heidi noch großen Wert auf einen international verständlichen Zeichenstil, der die Heidi-Geschichte weiter entgrenzte und die Tendenzen zu einer zeit- und ortsunabhängigen Parabel verstärkte. Sie internationalisierten Heidi und schafften es, die Geschichte ebenso einer neuen Generation von Kindern zu vermitteln.
Der Erfolg in Deutschland ist weniger mit der im deutschen Sprachraum bereits zuvor gut bekannten Vorlage zu begründen, als durch die Umsetzung durch Isao Takahata. Dieser habe, so Daniel Kothenschulte, den Geist der damals in der antiautoritären Pädagogik in Misskredit geratenen Kinderbücher getroffen und sie zugleich vorsichtig modernisiert. Daneben eigneten sich deutsche Synchronfassung und die Musik gut für eine Zweitverwertung auf Kassette. Paul M. Malone erklärt den internationalen Erfolg durch den für europäisches Publikum leicht zugänglichen Stoff und die damals besonders ungewöhnlich lange, über alle Folgen spannende Handlung.
Der Anime verschob das zentrale Heidi-Motiv weg von der Natur hin zur reinen Kindheit, in diesem spielt der Begriff Kawaii eine zentrale Rolle. Die Niedlichkeits-Kultur des Kawaii entstand in Japan zwar bereits in den 1960er Jahren in Mädchen-Manga, seinen Durchbruch im japanischen Mainstream schaffte das Konzept jedoch erst in den 1970er Jahren, etwa gleichzeitig mit der Ausstrahlung des Heidi-Anime. Heidi selbst fiel damit nur in einen breiteren allgemein gesellschaftlichen Trend. Durch die zeitliche Koinzidenz jedoch ist sie in Japan ein Kawaii-Prototyp.
Im Gegensatz zu den erfolgreichen Science-Fiction-Serien, die oft als einflussreich für die entstehende Fankultur genannt werden, wird Heidi selten in diesen Zusammenhängen angeführt, obwohl der Anime eine ähnlich bedeutende Wirkung auf die Bildung einer weiblichen Anime-Fangemeinde gehabt haben könnte. Während Heidi in ihrer Romangestalt vor allem als reine Literatur für Mädchen wahrgenommen wurde, gelang es dem Anime, die Geschlechtsschranke zu überwinden und auch männliche Zuschauer zu begeistern.

### Nachwirkungen
Mit dem für Heidi gewählten Stil und Erzähltempo schufen Miyazaki und Takahata eine neue Ästhetik im Mainstream-Anime, die die Kawaii-Ästhetik sowohl innerhalb als auch außerhalb Japans stark förderte. Insbesondere in Europa trugen der Anime und dessen Comic-Adaption, die sich trotz des europäischen Ursprungs am Design des Originals orientierten, zu einer Verbreitung der Ästhetik bei und bereiteten damit auch die nachfolgenden Veröffentlichungen von Anime und Manga vor. Heidi war in den 1970er Jahren auch Teil einer Entwicklung von der chaotisch-kreativen Zeit der 1960er Jahre hin zu mehr Studios, die aus den schließenden oder wenig attraktiven älteren entstanden, zu professionellerem Arbeiten und einer größeren inhaltlichen und stilistischen Vielfalt. Zu dieser gehöre das an Kinder gerichtete World Masterpiece Theater, deren Erfolg Heidi begründete.
Der in den Anime gesteckte Aufwand brachte das Studio in finanzielle Schwierigkeiten. Um diesen zu entgehen, wurde es in die Verwertungsgesellschaft Zuiyō Eizō umgewandelt, die die Rechte an Heidi und alle Schulden übernahm, um diese eines Tages mit dem Rechteverkauf bedienen zu können. Das Filmteam gründete die neue Produktionsfirma Nippon Animation, um weiterzuarbeiten. Dieses Studio sollte von 1975 bis 1997 jedes Jahr in ähnlicher Qualität wie Heidi internationale literarische Werke als Anime-Serie umsetzen. Hayao Miyazaki selbst und andere Beteiligte waren durch diese Erfahrung enttäuscht vom Medium Fernsehen, das „den Ausnahmezustand als Normalzustand verlangt“, wenn man nicht banal und in niedriger Qualität produzieren wolle. Dies bestärkte sie, später zu Kinofilmen zurückzukehren und schließlich das Studio Ghibli zu gründen. Gleichsam waren die Recherchereisen, die das Team für Heidi und andere Serien unternahm, Inspiration für spätere Filme des Studios. Für Miyazaki persönlich brachte die Produktion außerdem eine größere Erfahrung in der Inszenierung von Landschaften und Panoramen.